# Clara stricta
Clara stricta är en sparrisväxtart som först beskrevs av Lyman Bradford Smith, och fick sitt nu gällande namn av R.C.Lopes och Andreata. Clara stricta ingår i släktet Clara och familjen sparrisväxter.
Artens utbredningsområde är Paraguay. Inga underarter finns listade i Catalogue of Life.